# Louis Lewandowski (peintre)
Pour les articles homonymes, voir Lewandowski.
Louis Lewandowski, né Ludwik Lewandowski à Varsovie en mai 1879 et mort à Paris le 30 octobre 1934 est un peintre polonais.

## Biographie
Né le 14 ou le 24 mai 1879, Ludwik Lewandowski est le fils de Louis Lewandowski et Honorate Jakubowska.
Il entame ses études à l'atelier de Bolesław Syrewicz, puis, à partir de 1891, il étudie à l'école de dessin de Varsovie dirigée par Wojciech Gerson. 
Après avoir reçu une bourse artistique, il part étudier à Paris et s’y installe définitivement en 1913. Il y participe à des expositions organisées par la communauté artistique polonaise. Il est membre de la Société des artistes polonais.
Il épouse Angelika Jastrzembska et vit dans son domicile parisien du passage de Dantzig.
Il meurt porte d'Aubervilliers à Paris le 30 octobre 1934.
L'œuvre de Louis Lewandowski se partage en deux périodes. En Pologne, ses peintures ont pour sujet des scènes de genre, des paysages et des études de personnages inspirés de motifs folkloriques. En France, il peint des paysages, des vues architecturales et des scènes de genre contenant des motifs de théâtre ou de cirque.

### Source
- (pl) Cet article est partiellement ou en totalité issu de l’article de Wikipédia en polonais intitulé « Ludwik Lewandowski (malarz) » (voir la liste des auteurs).